# Euplectus filiformis
Euplectus filiformis är en skalbaggsart som först beskrevs av Thomas Casey 1908.  Euplectus filiformis ingår i släktet Euplectus och familjen kortvingar. Inga underarter finns listade i Catalogue of Life.